# X Concurs de castells de Tarragona
El X Concurs de castells de Tarragona tingué lloc a la plaça de braus de Tarragona, actual Tarraco Arena Plaça. Fou el vint-i-cinquè concurs de castells de la història.
El 30 de setembre de 1984 es reunien disset colles a la ciutat de Tarragona un altre cop amb les absències destacables dels Minyons de Terrassa, els Xiquets de Reus i els Bordegassos de Vilanova.
La Colla Vella dels Xiquets de Valls es va imposar un altre cop, tot i que no li va caldre realitzar el 3 de 9 amb folre (que no ho feia des de 1982) i el 5 de 8 (que no havien aconseguit fins aquest mateix any). En va tenir prou amb un 4 de 9 amb folre, un 2 de 8 folrat i un 3 de 8 per a guanyar i no donar cap opció a la resta de colles.
El segons, que celebraven el seu vint-i-cinquè aniversari, van ser els Castellers de Vilafranca, tal com va succeir l'edició anterior, però amb una diferència: no van dependre de la retirada de cap colla. El més sorprenent de tot va ser el bronze de la cita, ja que, la Colla Jove Xiquets de Tarragona van aconseguir aquesta posició amb un 4 de 8, un 2 de 7 i un pilar de sis; per davant de la Colla Joves Xiquets de Valls que inexplicablement van acabar en la quarta posició, quan eren els que previsiblement havien de disputar-li el concurs a la Colla Vella. Aquesta desfeta vallenca acompanyada d'una actuació a Santa Úrsula en la que només van poder carregar un pilar de cinc, van motivar un canvi de cap de colla.
La Vella, doncs, es va refermar com a dominadora del panorama casteller.

## Resultats

### Classificació
| Resultat              |
| --------------------- |
| Descarregat (D)       |
| Carregat (C)          |
| Intent (I)            |
| Intent desmuntat (ID) |

En el X Concurs de castells de Tarragona hi van participar 17 colles.
Llegenda
a: amb agulla o pilar al mig
ps: aixecat per sota
f: amb folre
| Pos. | Colla                                    | 1a ronda | 2a ronda | 3a ronda | 4a ronda  | 5a ronda | Punts |
| ---- | ---------------------------------------- | -------- | -------- | -------- | --------- | -------- | ----- |
| 1    | Colla Vella dels Xiquets de Valls        | 2de8f    | 4de9f(c) | 5de8(i)  | 3de8      | —        | 4.900 |
| 2    | Castellers de Vilafranca                 | 3de8     | 4de8     | 2de8f    | Pde6(i)   | —        | 3.800 |
| 3    | Colla Jove Xiquets de Tarragona          | 4de8     | 2de7(c)  | Pde6(i)  | Pde6(c)   | —        | 3.250 |
| 4    | Colla Joves dels Xiquets de Valls        | 5de8(i)  | 4de8(c)  | 2de8f(c) | 4de8a(i)  | 5de7     | 3.125 |
| 5    | Xiquets de Tarragona                     | 4de8     | 2de7(c)  | 3de7ps   | 3de8(i)   | —        | 2.940 |
| 6    | Castellers de Barcelona                  | 2de7     | 3de7ps   | 4de8(i)  | 3de7      | —        | 2.400 |
| 7    | Colla Jove dels Castellers de Vilafranca | 3de7ps   | 2de7(i)  | 4de7a    | 3de7      | —        | 2.050 |
| 8    | Nens del Vendrell                        | 3de7     | 4de7a    | 4de7     | 2de7(i)   | —        | 1.580 |
| 9    | Nois de la Torre                         | 4de7a(c) | 2de7(i)  | 3de7     | 3de7ps(i) | 4de7     | 1.550 |
| 9    | Castellers de Sitges                     | 4de7     | 3de7     | 4de7a(c) | 2de7(i)   | —        | 1.550 |
| 11   | Castellers d'Altafulla                   | 3de7     | 4de7     | 2de7(i)  | 2de6      | —        | 1.100 |
| 12   | Colla Jove de Vilanova                   | 3de7     | 4de7     | 2de6     | —         | —        | 1.100 |
| 13   | Xicots de Vilafranca                     | 2de7(i)  | 3de7     | 4de7a(i) | 4de7      | 2de6     | 1.080 |
| 14   | Minyons de l'Arboç                       | 2de6     | 3de7(c)  | 4de6a    | Pde5      | —        | 870   |
| 15   | Castellers de Terrassa                   | 4de7     | 2de6     | 3de7(c)  | Pde5      | —        | 790   |
| 16   | Brivalls de Cornudella                   | 2de6     | 3de6ps   | Pde5(i)  | 5de6      | —        | 540   |
| 17   | Castellers de Castelldefels              | 3de6(i)  | 2de6     | 4de6a    | Pde5(c)   | —        | 505   |

### Estadística
La següent taula mostra l'estadística dels castells que es van provar al concurs de castells.
| Castell                 | Descarregat | Carregat | Intent | Intent desmuntat | Total |
| ----------------------- | ----------- | -------- | ------ | ---------------- | ----- |
| 4 de 9 amb folre        | —           | 1        | —      | —                | 1     |
| 4 de 8 amb l'agulla     | —           | —        | 1      | —                | 1     |
| 5 de 8                  | —           | —        | 2      | —                | 2     |
| 2 de 8 amb folre        | 2           | 1        | —      | —                | 3     |
| 3 de 8                  | 2           | —        | 1      | —                | 3     |
| Pilar de 6              | —           | 1        | 2      | —                | 3     |
| 4 de 8                  | 3           | 1        | 1      | —                | 5     |
| 2 de 7                  | 1           | 2        | 6      | —                | 9     |
| 3 de 7 aixecat per sota | 3           | —        | 1      | —                | 4     |
| 5 de 7                  | 1           | —        | —      | —                | 1     |
| 4 de 7 amb l'agulla     | 2           | 2        | 1      | —                | 5     |
| 3 de 7                  | 8           | 2        | —      | —                | 10    |
| 4 de 7                  | 7           | —        | —      | —                | 7     |
| Pilar de 5              | 2           | 1        | 1      | —                | 4     |
| 2 de 6                  | 7           | —        | —      | —                | 7     |
| 3 de 6 aixecat per sota | 1           | —        | —      | —                | 1     |
| 5 de 6                  | 1           | —        | —      | —                | 1     |
| 4 de 6 amb l'agulla     | 2           | —        | —      | —                | 2     |
| 3 de 6                  | 1           | —        | —      | —                | 1     |
| Total                   | 43          | 11       | 16     | 0                | 70    |
| Percentatge             | 61,4%       | 15,7%    | 22,9%  | 0%               | 100%  |